# 3-Pyridincarbaldehyd
3-Pyridincarbaldehyd (Trivialname Nicotinaldehyd) ist eine chemische Verbindung aus der Gruppe der heteroaromatischen Aldehyde.

## Gewinnung und Darstellung
3-Pyridincarbaldehyd kann durch katalytische Reduktion von 3-Cyanpyridin mit Wasserstoff in Anwesenheit von Raney-Nickel gewonnen werden.

## Verwendung
3-Pyridincarbaldehyd wird als Zwischenprodukt in der Pharma- und Agroindustrie verwendet.